# Euscorpius tauricus
Espèce
Synonymes
- Scorpius tauricus C. L. Koch, 1837
- Euscorpius carpathicus tauricus (C. L. Koch, 1837)
- Euscorpius carpathicus aegaeus Caporiacco, 1950
- Euscorpius rahsenae Yağmur & Tropea, 2013

Euscorpius tauricus est une espèce de scorpions de la famille des Euscorpiidae.

## Distribution
Cette espèce se rencontre en Ukraine en Crimée, en Turquie dans la province de Bursa et aux îles des Princes et en Grèce aux Cyclades sur Antiparos, Paros, Sifnos et Naxos.

## Description
La femelle décrite par Tropea, Fet, Parmakelis, Kotsakiozi et Stathi en 2017 mesure 31,22 mm.

## Systématique et taxinomie
Cette espèce a été décrite sous le protonyme Scorpius tauricus par Koch en 1837. Elle est considérée comme une sous-espèce d'Euscorpius carpathicus par Caporiacco en 1950. Elle est élevée au rang d'espèce par Fet en 2002.
Euscorpius carpathicus aegaeus et Euscorpius rahsenae sont placées en synonymie par Tropea, Fet, Parmakelis, Kotsakiozi et Stathi en 2017.

## Étymologie
Son nom d'espèce lui a été donné en référence au lieu de sa découverte, la Tauride.

## Publication originale
- C. L. Koch, 1837 : Übersicht des Arachnidensystems. Nürnberg, vol. 1, p. 1-39 (texte intégral).